# Chaos de Montpellier-le-Vieux
Chaos de Montpellier-le-Vieux (v okcitánštině La Ròca) je turisticky významné skalní město, které leží asi 15 km východně od města Millau v departementu Aveyron v jižní Francii. Skalní město je součástí přírodního parku Grands Causses (Parc naturel régional des Grands Causses) na severovýchodě metropolitního regionu Okcitánie.

## Geografie

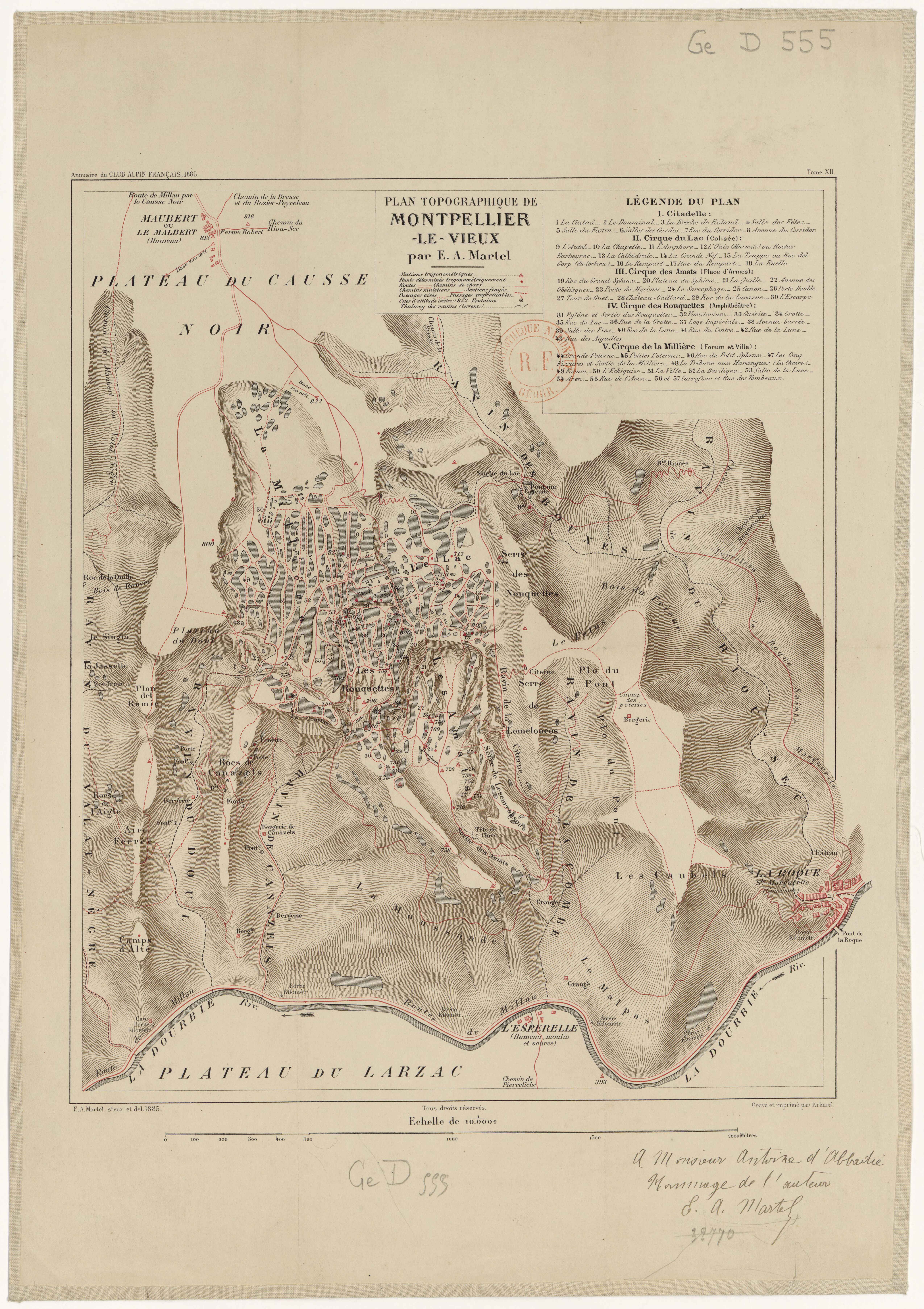
É. - A. Martel: Plánek skalního města (1885)

Skalní město se nachází v západní části vápencové náhorní plošiny Causse Noir, která je jednou z částí území, zvaného „les Causses et les Cévennes“. Na severu je ohraničeno řekami Tarn a Jonte, na jihu soutěskou řeky Dourbie a obcí La Roque-Sainte-Marguerite, která je východiskem turistických cest do skalní oblasti.

## Příroda
Skalní město se nalézá na rozloze přibližně 120 hektarů. Toto skalní město je výsledkem vodní eroze jurských dolomitickýchvápenců, tvořících Causse Noir. V minulosti se místu přezdívalo Lo clapàs vièlh (v okcitánštině Hromada starých kamenů) a věřilo se, že se jedná o pozůstatky zničeného města. První cesta do oblasti skalního města byla vybudována až v roce 1870.
Skalní město zmapoval v letech 1883–1884 jako první známý francouzský speleolog Édouard - Alfred Martel (1859 –-1938).

## Turismus

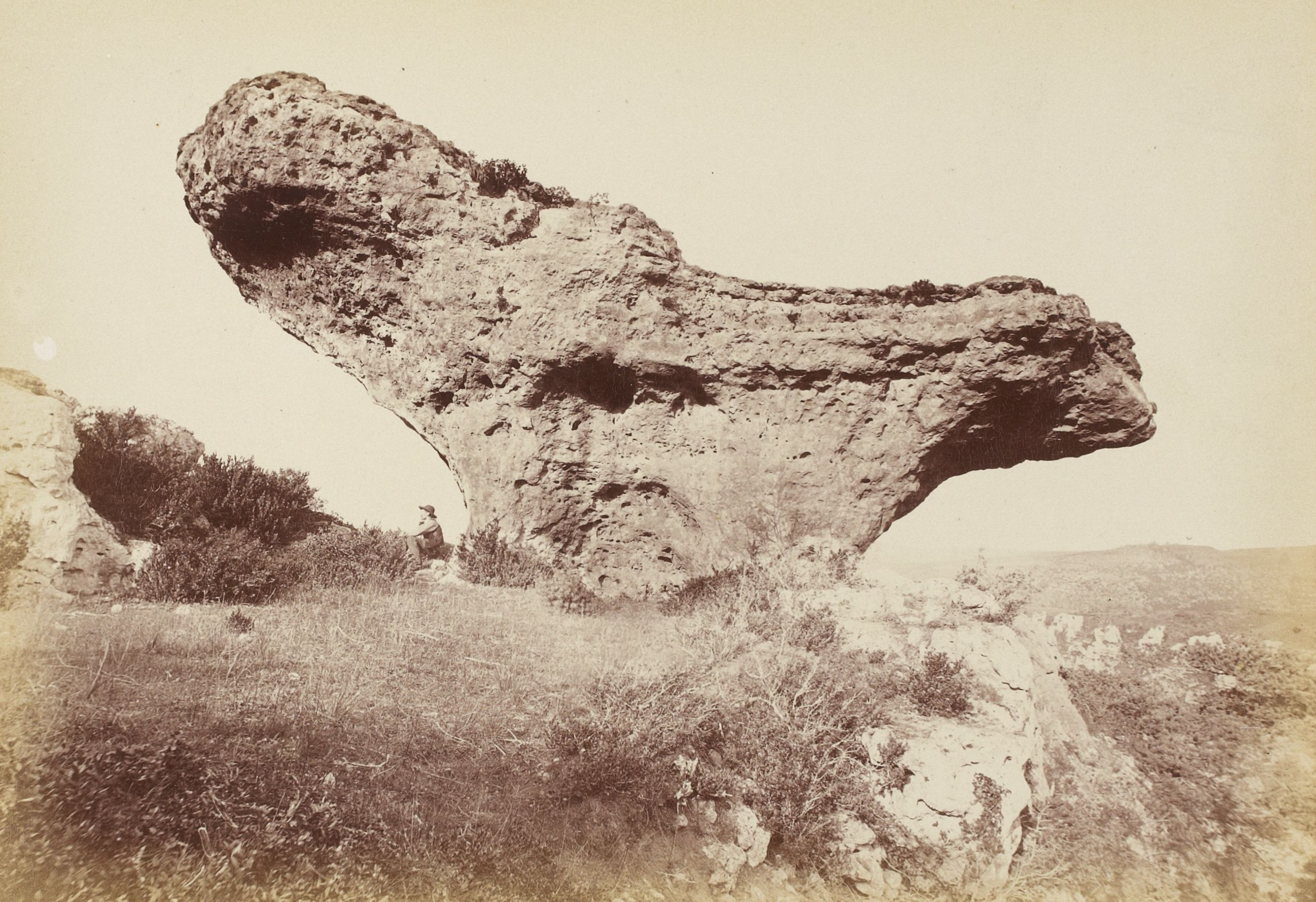
Montpellier-le-Vieux - L’Autel (Oltář) (foto É. - A. Martel, 1884)

Vstup do skal je zpoplatněný, návštěvnická sezóna začíná o Velikonocích a probíhá do konce října. Mimo základní vstupné jsou zvlášť zpoplatněny i další atrakce, jako je via ferrata nebo jízda turistickým vláčkem.

### Skalní útvary
Ve skalním městě lze spatřit celou řadu geomorfologických skalních tvarů, jako skalní věže, brány a skalní okna. Nejznáměší skalní útvary Monpellier-le Vieux jsou: La Cuidad, Le Douminal, La Brèche de Rolland, Roc du Corridor, Avenue du Corridor, L'Amphore (Amfora), L'Oule, La Cathédrale (Katedrála), La Grande Nef, L'Éléphant (Slon), Les Remparts, Le Grand Sphinx (Velká sfinga), La Quille, L'Avenue des Obélisques, La Porte de Mycènes (Mykénská brána), Le Crocodile (Krokodýl), L'Arc de Triomphe (Vítězný oblouk), Le Roc Camparolié, Château Gaillard (Zámek Gaillard ) , Roc de la Lucarne, L'Escarpe, La Chaire du Diable,(Ďáblovo křeslo) Le Trou de La Lune, La Tête de l'Ours (Hlava medvěda), La Reine Victoria (Královna Viktorie), L’Allée des Tombeaux (Alej hrobek), Le Sphinx (Sfinga), La Chaise Curule (Křeslo Curule), La Poterne, La Tête d'Arlequin (Harlekýnova hlava).

## Skalní město ve filmu
Ve skalním městě Monpeliellier-le-Vieux byly v roce 1966 natočeny některé scény francouzsko-britské komedie režiséra Gérarda Ouryho Velký flám (francouzsky La Grande Vadrouille) s Louisem de Funès a Bourvilem v hlavních rolích.

## Galerie

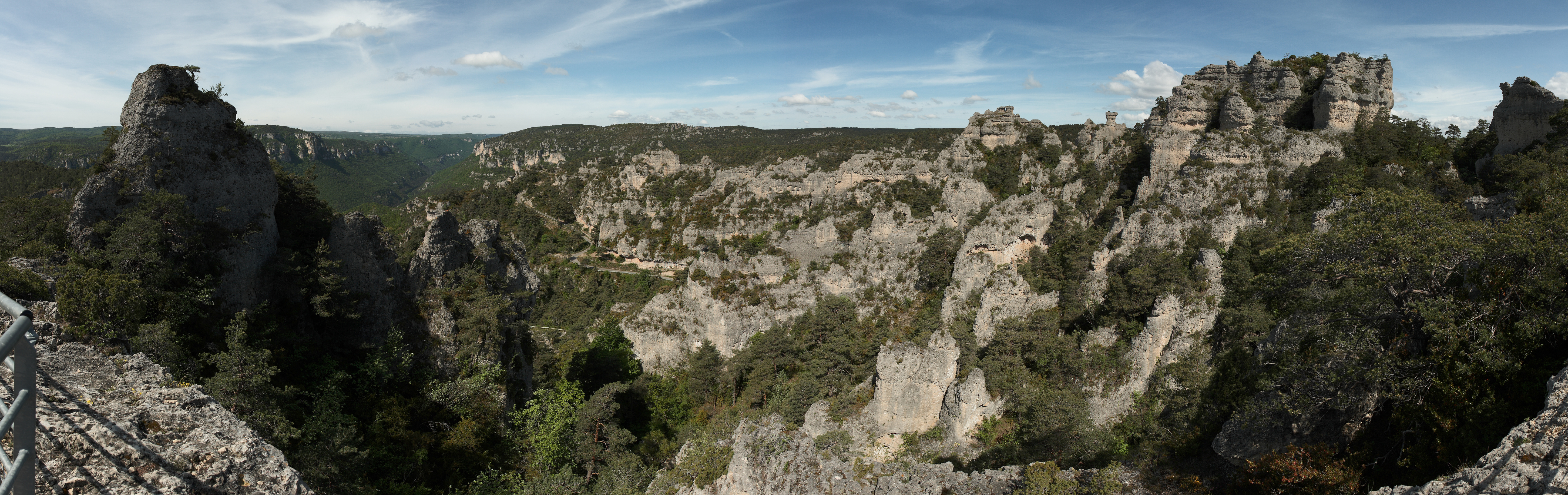
Panorama Chaos de Montpellier-le-Vieux, nejvyšší bod skalního města Le Douminal je vlevo.

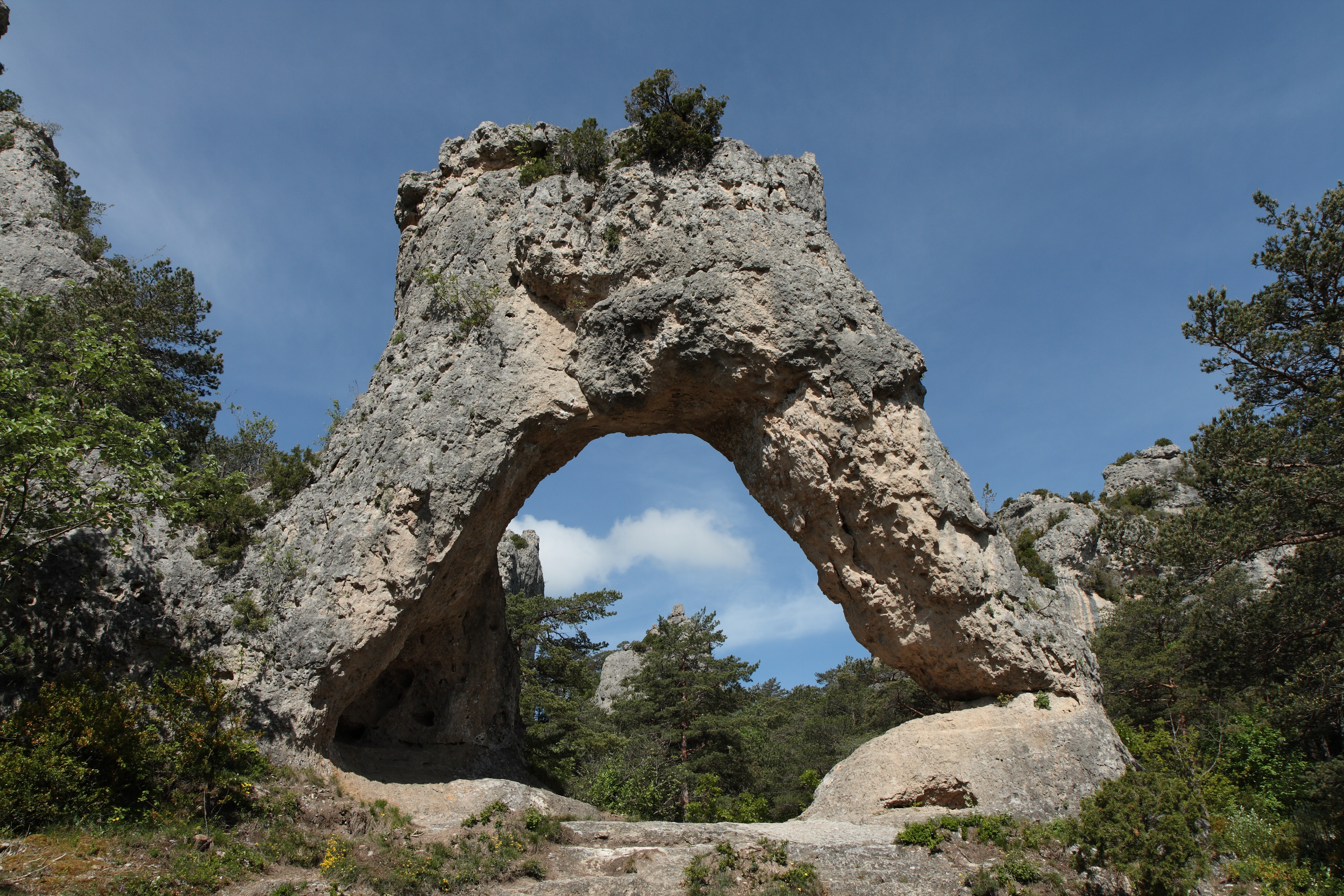
Porte de Mycène
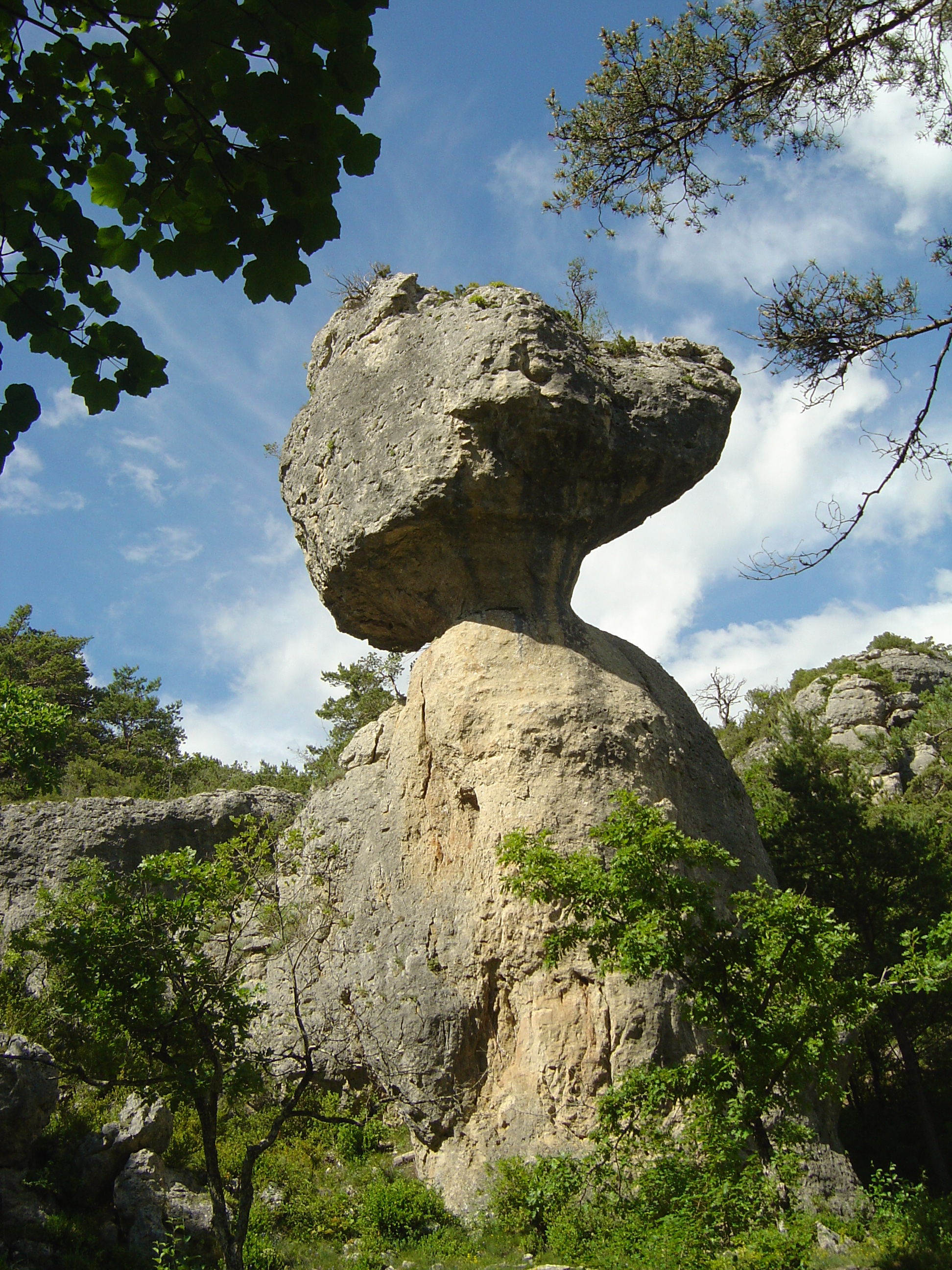
Roc Camparolié
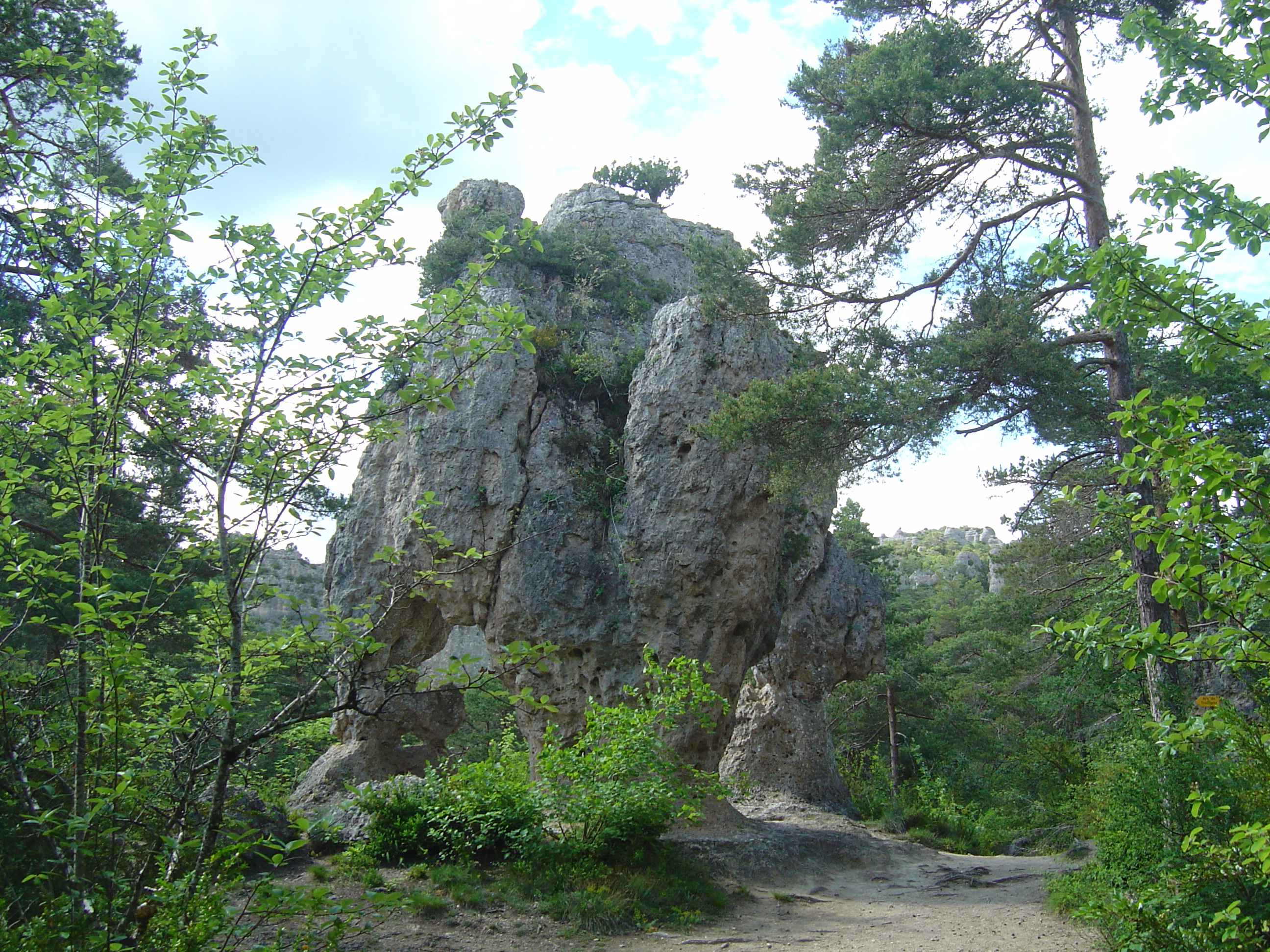
Arc de triomphe
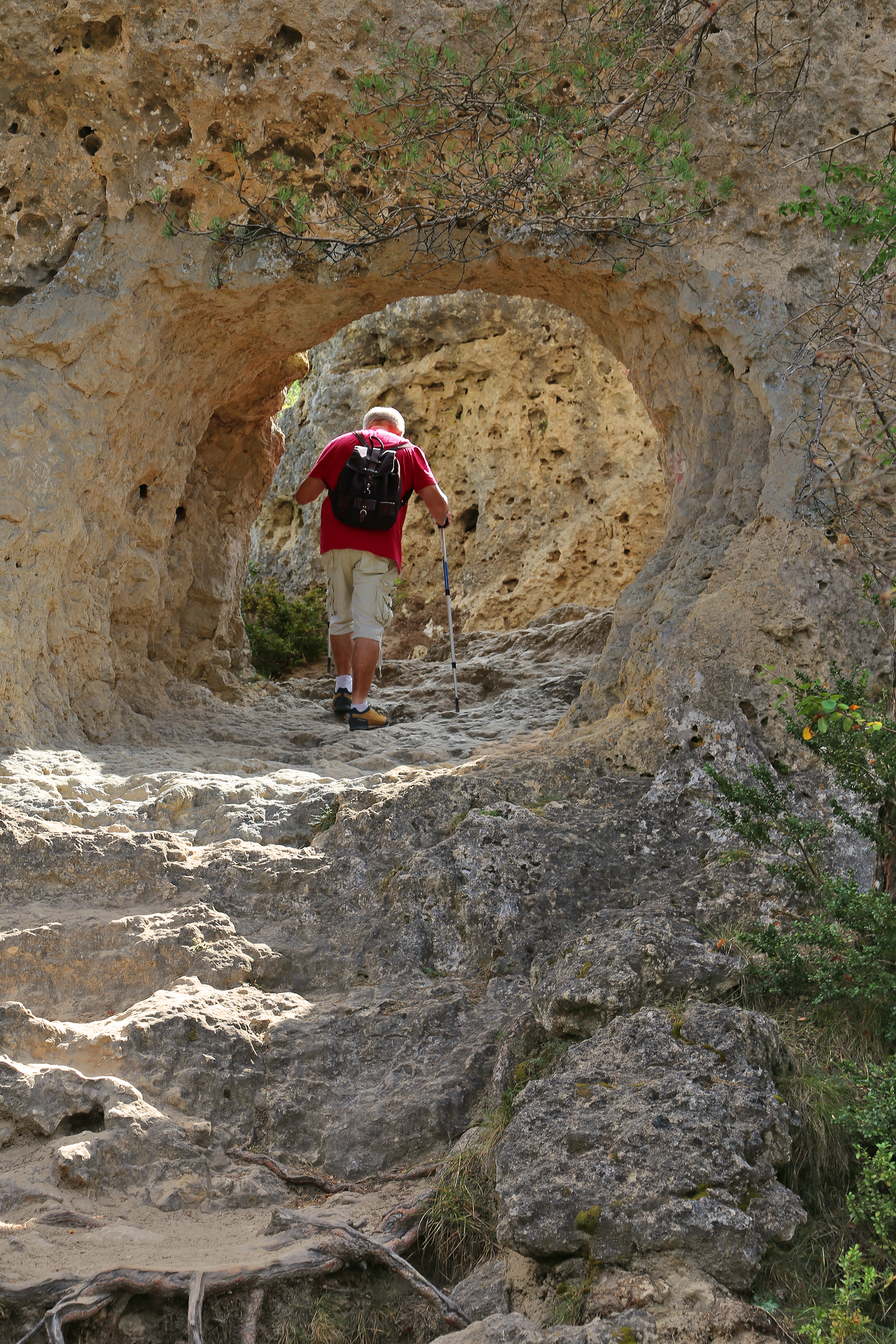
Přírodní tunel ve skále
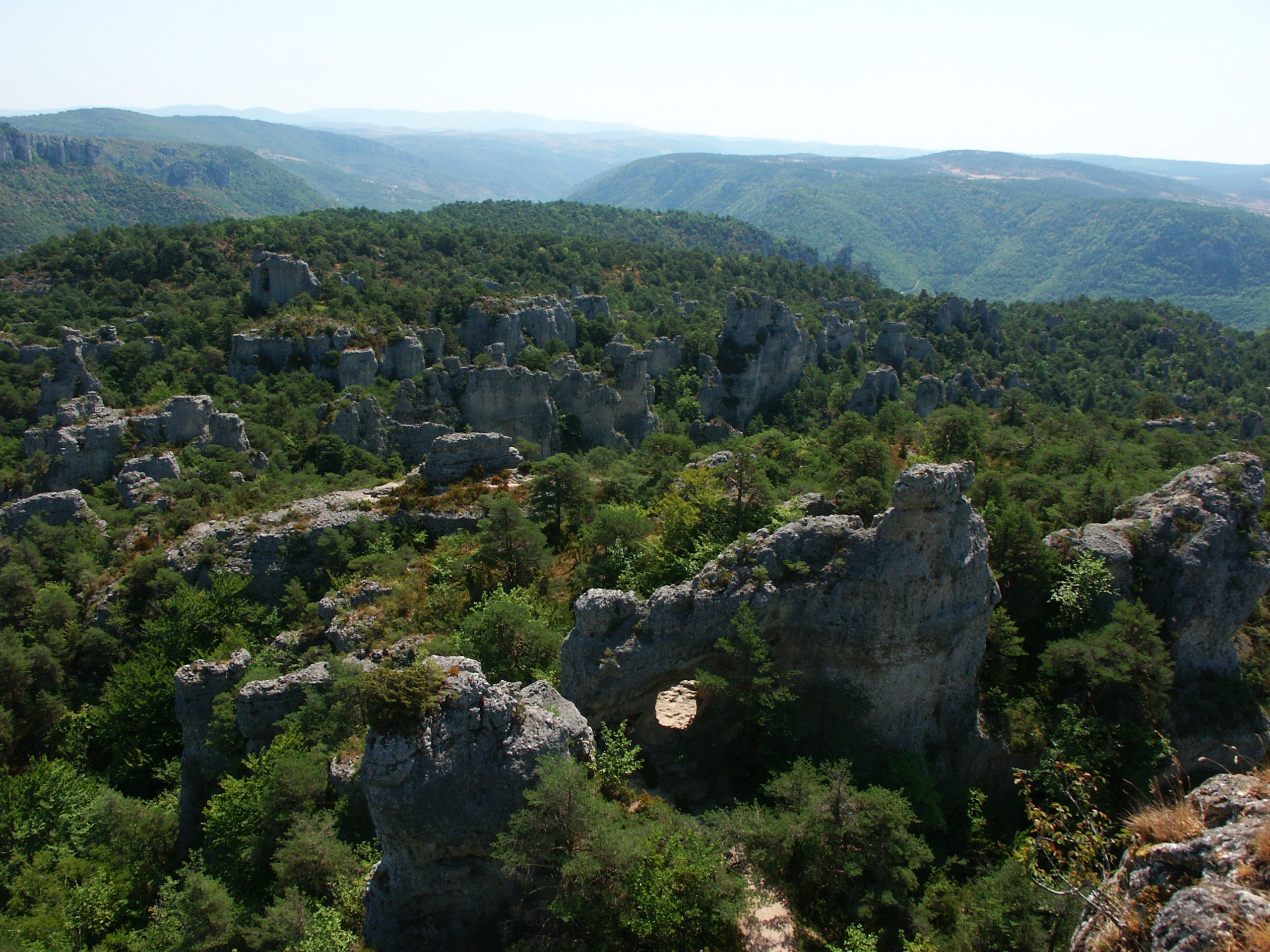
Pohled na Le Douminal.
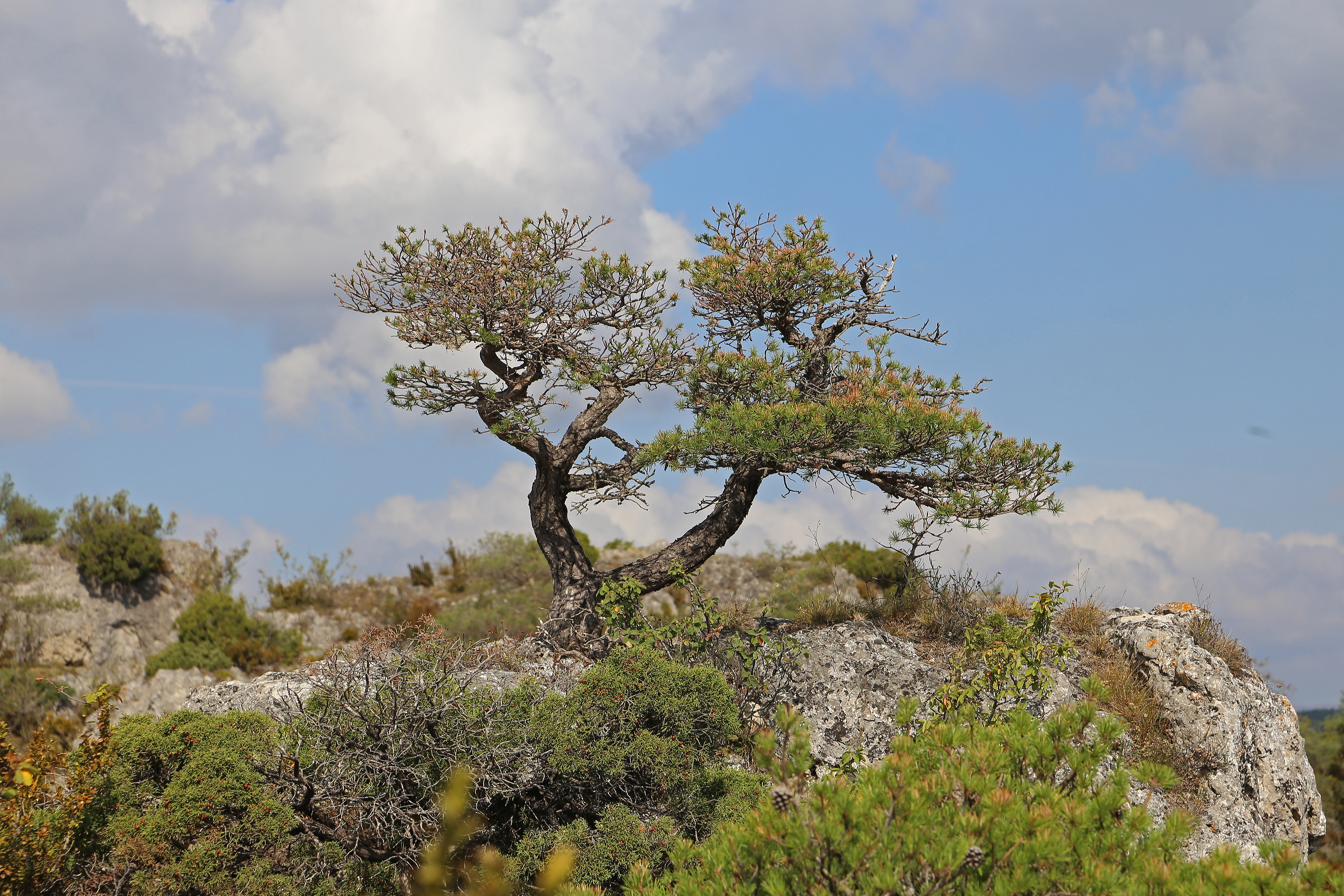
Borovice na skalách